# Катеноид

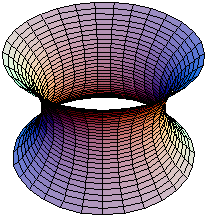
Катеноид.

Катеноид — минимальная поверхность, образуемая вращением цепной линии.
{\displaystyle y=a\,\operatorname {ch} \,{\frac {x}{a}}} вокруг оси {\displaystyle OX}.

## История
Катеноид был впервые описан Эйлером в 1744 году. 
Слово катеноид образовано от лат. catena означает цепь 
и греческого éidos — вид.

## Уравнения
Катеноид можно задать и параметрически:
{\displaystyle u\in \mathbb {R} ,\quad v\in \left[0;2\pi \right),\qquad {\begin{cases}x=\operatorname {ch} (u)\,\cos(v)\\y=\operatorname {ch} (u)\,\sin(v)\\z=u\end{cases}},}
где {\displaystyle \operatorname {ch} } — гиперболический косинус.

## Свойства

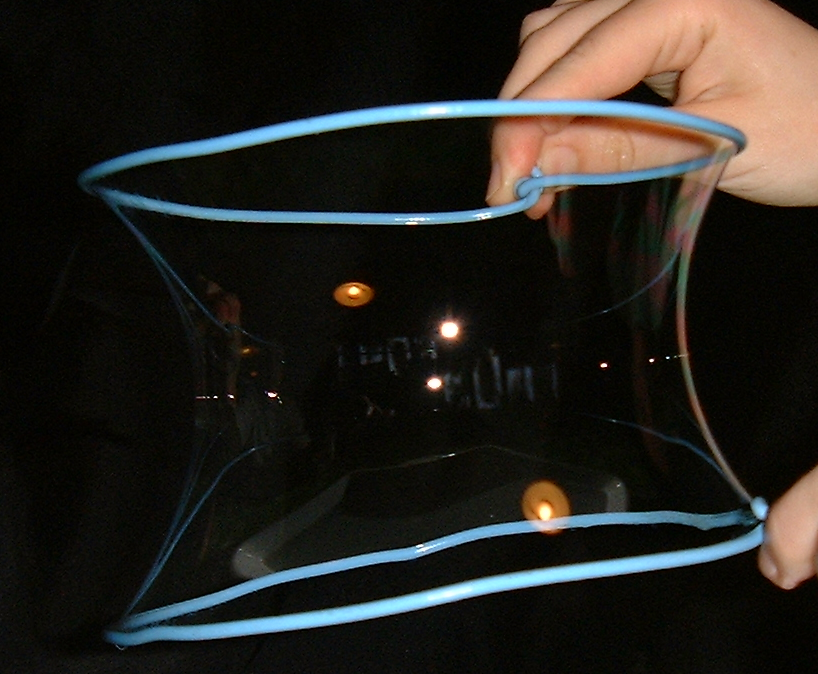
Мыльная плёнка в форме катеноида.

- Является минимальной поверхностью.
  - В частности, форму катеноида принимает мыльная плёнка, натянутая на две близких проволочных окружности, плоскости которых перпендикулярны линии, соединяющей их центры.
- Не слишком большой участок катеноида можно изометрически (без сжатий и растяжений) преобразовать в участок геликоида.
- Общая кривизна равна {\displaystyle -4\cdot \pi }.
  - Полная погруженная минимальная поверхность в {\displaystyle \mathbb {R} ^{3}} с общей кривизны {\displaystyle -4\cdot \pi } является либо катеноидом либо поверхностью Эннепера.